# Sinopoda stellata
Sinopoda stellata là một loài nhện trong họ Sparassidae. S. stellata được Ehrenfried Schenkel-Haas miêu tả năm 1963.